# Albert och Evelina
Albert och Evelina var SR:s julkalender 1975. Programmet regisserades av Mona Hanning efter ett manus av Ulla Danielsson.

## Handling
Clownerna Albert (Peter Harryson) och Evelina (Gunilla Åkesson) vet inte vad jul är, och bestämmer sig för att ta reda på det.
Albert, som har bruna ögon och svart hår, är dubbelt så lång som Evelina. Hans kostym har flera fickor, vilka är så rymliga att en mindre hundvalp skulle få plats. Skorna är så stora att Evelina kan stå på dem, och tillsammans kan de åka isbana. Ibland seglar de iväg på skorna, med Alberts röda halsduk som segel.
Evelina är liten och rund, spelar munspel och är alltid munter, till och med då råkar illa ut, vilket hon ofta gör då hon är obetänksam. Albert rycker ut för att hjälpa henne, och de försörjer sig på att roa människor på gatorna. De får sedan reda på vad jul är, och den stundande julen verkar både rolig och besvärlig. Människor blir jäktade i väntan på den, och det finns det en mystisk man med en säck.

## Papperskalender
Årets papperskalender ritades av Barbro Hennius och föreställer clownerna Albert och Evelina i en väldigt detaljrik miljö. I bild finns bland annat en luftballong med tomtar i, en flygande drake, tåg, växthus, kaffekanna, och stadsmiljö på höger sida om bilden där det bland annat finns en teater.

### Fotnoter
1. 1 2  Stenudd, Solveig (2004). Teskedsgumman, Pettson, Pelle Svanslös och alla de andra : julkalendern i radio och TV genom tiderna (Ny, utök. version). Sveriges television (SVT). sid. 48-49. ISBN 91-975013-0-1. OCLC 186559284. https://www.worldcat.org/oclc/186559284. Läst 9 februari 2023
2. ↑  ”1975, Albert och Evelina”. Sveriges Radio. http://sverigesradio.se/barn/julkalendrar/1975.stm. Läst 30 augusti 2015.